# Molde Lufthavn, Årø
Molde Lufthavn, Årø ligger i Molde kommune i Møre og Romsdal fylke i Norge. Lufthavnen blev åbnet i 1972, men har de senere år gennemgået en opgradering og modernisering. I dag benyttes lufthavnen til passagertrafik og flyfragt af gods. I 2008 betjente lufthavnen 336.900 passagerer.

## Destinationer
- Oslo (SAS, Norwegian )
- Trondheim ( Krohn Air )
- Bergen (Widerøe, Krohn Air )
- Stavanger (Krohn Air )

## Fragt og charterfly
Det findes også nogle charterflydestinationer fra Molde Lufthavn, blandt andet Las Palmas i Spanien (vinter) og Rhodos i Grækenland (sommer). Desuden går der flyfragtruter til Island og Oslo.

## Transport
Der går bus ind til centrum af Molde fra lufthavnen.
62°44′41″N 007°15′45″Ø / 62.74472°N 7.26250°Ø